# Тролейш, Алекс
Алекс де Альбукерке Тролейш (порт. Alex de Albuquerque Troleis; род. 4 июня 1980 года в Бразилиа, Бразилия) — бразильский и фарерский футболист, игрок клуба «Б68», ныне футбольный арбитр.

## Карьера футболиста
Алекс родился в Бразилии, но в раннем возрасте переехал на Фарерские острова, где впоследствии приобрёл фарерское гражданство. Он начинал заниматься футболом в клубе «Б68», а в 21 год дебютировал за этот клуб. В своём дебютном сезоне Алекс провёл тринадцать встреч и забил четыре гола. В следующем сезоне 22-летнего защитника использовали на позиции нападающего из-за нехватки игроков в этой линии. Тролейш прекрасно проявил себя на этой позиции, поразив ворота соперников восемь раз в семнадцати играх чемпионата. В следующих сезонах он выступал на позиции центрального защитника. Алекс не бросил команду в тяжёлые времена, когда она дважды вылетала и возвращалась в премьер-лигу, а наоборот, стал лидером и ключевым игроком «Б68». В 2008 году защитник завершил карьеру футболиста из-за травмы, полученной в матче с «Б-71». Алекс не покинул поле даже после травмы, отыграв до конца матч, который был проигран его командой со счётом 1-2.
В 2013 году Алекс принял решение о возобновлении своей футбольной карьеры, чтобы помочь «Б68» вернуться в высший дивизион.

## Карьера футбольного судьи
После завершения карьеры игрока Алекс стал футбольным арбитром и до 2011 года судил матчи юниорского первенства и низших фарерских дивизионов. В премьер-лиге арбитр дебютировал 23 мая 2011 года, отсудив матч «ЭБ/Стреймур» — «Б-71», который закончился со счётом 5-1. В своём дебютном сезоне 30-летний арбитр судил пять встреч высшей фарерской лиге. В сезоне-2012 он отсудил одиннадцать встреч фарерского чемпионата.

## Достижения
- Победитель первого дивизиона (2): 2005, 2007
- Лучший судья чемпионата Фарерских островов (1): 2021[3]